# Отрадная улица (Казань)
Отрадная улица — улица в Советском районе Казани. Начинаясь от Танковой улицы, пересекает Гвардейскую улицу и заканчивается у ГСК «Строитель».

## История
Возникла в конце 1950-х как Дальне-Гвардейская улица. Современное наименование присвоено 6 декабря 1966 года.
На момент возникновения улица состояла из малоэтажных жилых домов, построенных различными предприятиями (речной порт, электротехнический завод, завод металлоизделий) для своих работников; в дальней части улицы находились бараки стройтреста № 2 (№№ 40-50). В 1970-е бараки были снесены, а на их месте тем же стройтрестом были построены пятиэтажные жилые дома. Часть домов улицы в 1990-е годы были снесены как ветхое жильё, на их месте были построены 9-этажные жилые дома. В 2010-е годы на улице возводилась жилые дома более высокой этажности.

## Объекты
- №№ 2, 4, 6, 8, 10, 12, 14, 16, 18, 20, 24/10, 26/8 — жилые дома электротехнического завода (ТПО «Свияга»)[2].
- №№ 3, 5, 7, 9, 11, 13, 15 — жилые дома речного порта[2].
- № 22 — жилой дом завода металлоизделий (снесён)[2].
- № 24а — детский сад № 377 (ранее ведомственный д/с электротехнического завода)[5][6].
- № 30/1 — жилой дом завода «Радиоприбор»[7].
- № 24а — детский сад № 377 (филиал, бывшие ясли № 73 Советского РОНО)[5][6].
- № 38 — жилой дом стройтреста № 1[7].
- №№ 40, 44, 46, 50 — жилые дома стройтреста № 2[7].